# Apollosa
Apollosa es un comune (municipio) en la provincia de Benevento, en la región italiana de la Campania. Tiene una población estimada, a fines de 2019, de 2,561 habitantes.

## Demografía
| Gráfica de evolución demográfica de Apollosa entre 1861 y 2001 |
|                                                                |
| Fuente ISTAT - elaboración gráfica de Wikipedia                |